# Duncan McGuire
Duncan McGuire (Omaha, 5 de febrero de 2001) es un futbolista estadounidense que juega en la demarcación de delantero para el Orlando City SC de la Major League Soccer.

## Selección nacional
Tras jugar en las categorías inferiores de la selección, finalmente hizo su debut con la selección absoluta de Estados Unidos el 20 de enero de 2024 contra Eslovenia en un partido amistoso que finalizó con un resultado de 0-1 a favor del combinado esloveno tras un gol de Nejc Gradišar.

## Clubes
| Club            | País           | Año   | Partidos | Goles |
| --------------- | -------------- | ----- | -------- | ----- |
| Lane United FC  | Estados Unidos | 2022  | 11       | 4     |
| Orlando City SC | Estados Unidos | 2023- | 39       | 16    |